# Arina Surkova
Arina Alexándrovna Surkova (en ruso: Арина Александровна Суркова; Novokuznetsk, 14 de julio de 1998) es una deportista rusa que compitió en natación.
Ganó tres medallas en el Campeonato Mundial de Natación en Piscina Corta, en los años 2021 y 2024, una medalla de plata en el Campeonato Europeo de Natación de 2021 y seis medallas en el Campeonato Europeo de Natación en Piscina Corta, en los años 2019 y 2021.
Participó en los Juegos Olímpicos de Tokio 2020, ocupando el séptimo lugar en las pruebas de 4 × 100 m estilos y 4 × 100 m estilos mixto.

## Palmarés internacional
| Campeonato Mundial en Piscina Corta | Campeonato Mundial en Piscina Corta | Campeonato Mundial en Piscina Corta | Campeonato Mundial en Piscina Corta |
| Año                                 | Lugar                               | Medalla                             | Prueba                              |
| ----------------------------------- | ----------------------------------- | ----------------------------------- | ----------------------------------- |
| 2021                                | Abu Dabi (EAU)                      | Medalla de bronce                   | 4 × 50 m libre mixto                |
| 2024                                | Budapest (Hungría)                  | Medalla de oro                      | 4 × 50 m estilos mixto              |
| 2024                                | Budapest (Hungría)                  | Medalla de oro                      | 4 × 100 m estilos mixto             |
| Campeonato Europeo                  |                                     |                                     |                                     |
| Año                                 | Lugar                               | Medalla                             | Prueba                              |
| 2021                                | Budapest (Hungría)                  | Medalla de plata                    | 4 × 100 m estilos                   |
| Campeonato Europeo en Piscina Corta |                                     |                                     |                                     |
| Año                                 | Lugar                               | Medalla                             | Prueba                              |
| 2019                                | Glasgow (Reino Unido)               | Medalla de oro                      | 4 × 50 m libre mixto                |
| 2019                                | Glasgow (Reino Unido)               | Medalla de oro                      | 4 × 50 m estilos mixto              |
| 2019                                | Glasgow (Reino Unido)               | Medalla de bronce                   | 4 × 50 m estilos                    |
| 2021                                | Kazán (Rusia)                       | Medalla de oro                      | 4 × 50 m libre                      |
| 2021                                | Kazán (Rusia)                       | Medalla de oro                      | 4 × 50 m estilos                    |
| 2021                                | Kazán (Rusia)                       | Medalla de bronce                   | 4 × 50 m estilos mixto              |